# Comté de Windham (Vermont)
Pour les articles homonymes, voir Comté de Windham.
Le comté de Windham est situé dans le sud-est de l'État américain du Vermont. Son siège est à Newfane. Selon le recensement de 2020, sa population est de 45 905 habitants.

## Géographie
La superficie du comté est de 2 067 km², dont 2 043 km² de terre. Le fleuve Connecticut borne le comté à l'est. Le relief du comté est partagé par des collines et des vallées : la partie occidentale du comté est élevée, et dominée par les Montagnes Vertes. D'immenses quantités de granit y sont trouvés. Le sol contient également du gneiss, de la serpentine, du calcaire et de l'ardoise.

## Aire naturelle protégé
Le comté comprend deux parcs nationaux : une partie de la Forêt nationale de Green Mountain et l'Aire de protection naturelle de Silvio O. Conte (en).

## Histoire du comté
Le fort de Bridgman à Vernon, est brûlé en 1755, victime de la Guerre de la Conquête entre les Français et les Britanniques. Le comté est créé en 1789 sous le nom de Cumberland.

## Démographie
,,.

## Politique fédérale
En 2006, les citoyens de quatre villes du comté (à Dummerston, Marlboro, Newfane, et Stratton) adoptent des résolutions municipales soutenant la destitution du président George W. Bush.
| Année | Démocrate    | Républicain |
| ----- | ------------ | ----------- |
| 2008  | 73.0% 17,585 | 24.9% 5,997 |
| 2004  | 66.4% 15,489 | 31.2% 7,280 |
| 2000  | 52.7% 11,319 | 34.2% 7,358 |

## Comtés adjacents
- Comté de Windsor (nord)
- Comté de Sullivan (New Hampshire) (nord-est)
- Comté de Cheshire (New Hampshire) (est)
- Comté de Franklin (Massachusetts) (sud)
- Comté de Bennington (ouest)